# Ерве Гранже-Вейрон
Ерве Гранже-Вейрон (фр. Hervé Granger-Veyron, нар. 11 січня 1958) — французький фехтувальник на шаблях, срібний (1984 рік) та бронзовий (1992 рік) призер Олімпійських ігор.

## Виступи на Олімпіадах
| Олімпіада         | Дисципліна          | Місце |
| ----------------- | ------------------- | ----- |
| Лос-Анджелес 1984 | індивідуальна шабля | 4     |
| Лос-Анджелес 1984 | командна шабля      | 2     |
| Барселона 1992    | командна шабля      | 3     |